# Episodi di Luna nera
La prima stagione della serie Luna nera è stata pubblicata sulla piattaforma Netflix il 31 gennaio 2020.
| nº | Titolo | Pubblicazione   |
| -- | ------ | --------------- |
| 1  | Omen   | 31 gennaio 2020 |
| 2  | Liber  | 31 gennaio 2020 |
| 3  | Voces  | 31 gennaio 2020 |
| 4  | Fatum  | 31 gennaio 2020 |
| 5  | Arma   | 31 gennaio 2020 |
| 6  | Lux    | 31 gennaio 2020 |

## Omen

### Trama
Di notte nel bosco, una donna cita un incantesimo in latino a una renna caduta. Sta tenendo il suo cuore nelle sue mani. All'inizio del XVII secolo in Italia, le donne accusate di essere streghe vengono radunate e bruciate sul rogo senza molte prove. Una giovane ostetrica di nome Ade (Nina Fotaras) sta lavorando con sua nonna per aiutare una futura madre di ceto alto a partorire. Durante il parto sente che il bambino è in difficoltà. Quando il bambino nasce morto, sua nonna sa cosa sta per succedere: saranno accusate di essere streghe e di aver causato la morte del bambino. Nel frattempo, Pietro (Giorgio Belli) sta frequentando una scuola medica segreta dove sta imparando che tutto ciò che si pensa sia stregoneria o opera degli spiriti può essere spiegato dalla scienza. Un uomo che si suppone sia morto di possessione, ad esempio, mostra di avere una forma di sifilide. Pietro è convinto che nel loro villaggio non ci siano streghe e che le persone accusate siano innocenti. Ade e sua nonna tornano a casa loro per ritirare un sacro libro di preghiere e il fratellino di Ade, che è molto malato. Devono correre più veloci dei cacciatori di streghe per stare al sicuro. La nonna di Ade le dice che un gruppo di donne tiene chiuso il portale tra i vivi ed i morti per mantenere il mondo al sicuro. Quando Ade chiede se sono streghe, sua nonna dice: “È così che le chiamano. Ma sono molto più di questo”. Le regala una collana e le dice di cercare in fondo al bosco un branco di vipere, nel caso non ce la facesse. I cacciatori prendono la nonna di Ade, e lei è trattenuta nella chiesa locale. Pietro viene richiamato a casa dalla madre malata; lei lo informa che suo padre è convinto che le streghe l'abbiano fatta ammalare, le stesse che hanno ucciso il nascituro. Suo padre guida il gruppo di cacciatori che troveranno le streghe. Pietro e Ade si incontrano mentre Ade cerca cibo nei boschi: non può procurarsi cibo dalle persone perché pensano che potrebbe essere una strega. E quando la nonna viene portata fuori per essere bruciata sul rogo, Pietro cerca di difenderla dicendo che il bambino è stato strangolato dal suo cordone ombelicale. Ma il vescovo pensa solo che la "strega" abbia causato il cordone per straniare il bambino. La nonna sta per bruciare, ma poi alcune donne misteriose tra la folla la aiutano con un incantesimo che provoca un acquazzone, spegnendo il fuoco. Il papà di Pietro è così arrabbiato che accoltella a morte la nonna. Pietro aiuta Ade e suo fratello a uscire dalla piazza del paese, dove può scappare in un posto sicuro.
- Diretto da: Francesca Comencini
- Scritto da: Francesca Manieri

## Liber

### Trama
Le donne che vivono nelle Città Perdute preparano il corpo di Natalia per il funerale e Ade è scioccata nel vederlo trasformarsi nel corpo di sua madre, Antalia, che credeva fosse già morta. Tebe, il capo delle streghe, spiega ad Ade che lei, Antalia e Janara hanno studiato insieme e le è stato insegnato come usare il potente Libro dei Regni. Un altro studente, Marzio Oreggi, che voleva anche imparare la conoscenza segreta, fu mandato via ma tornò a leggere il libro e affrontare la loro insegnante, Diotima, finendo per ucciderla. Di conseguenza, Antalia fu scelta per prendersi cura del libro, che nascose a casa sua.
Nel frattempo, padre Tosco dice a Sante che Sua Eminenza sta cercando un libro di proprietà di Natalia. Cesaria, sorella adottiva di Pietro, e Spirto, un orfano che lavora per la casa, scoprono il Libro dei Regni in casa di Ade ma non riescono a separarlo dalle radici delle assi del pavimento. Quando Janara viene inviata a recuperare il libro, scopre che gli uomini di Sante stanno circondando la casa.
Alle Città Perdute, Ade incontra la giovane strega Persepolis, con la quale inizialmente si scontra, ma le due ragazze si legano per i rispettivi interessi amorosi: Persepolis ha infatti una relazione segreta con Spirto. Ade decide di incontrare Pietro alla fontana e con l'aiuto di Persepoli esce di casa. Quando le altre streghe lo scoprono, Janara e Leptis inseguono Ade e scoprono che, dopo aver incontrato Pietro, sta cercando di recuperare lei stessa il libro. Tuttavia, dopo aver recitato l'incantesimo per liberarla dalle radici, Ade viene attaccata dai Benandanti. Janara e Leptis arrivano in tempo per salvarla ma Cesaria riesce a tenere il libro.
- Diretto da: Francesca Comencini
- Scritto da: Laura Paolucci

## Voces

### Trama
Ade continua a incontrare Pietro presso la fontana, finché questi le chiede di sposarlo, credendo ingenuamente che ciò possa impedire alla sua famiglia di perseguitarla. È scioccata dalla proposta e gli chiede un giorno per riflettere, ma nel frattempo è costantemente perseguitata da voci di donne che chiedono aiuto, che alla fine la fanno crollare.
Quando Janara e Tebe scoprono il dono di Ade, le spiegano che si tratta di voci di altre streghe in pericolo, e le tre si precipitano fuori nella notte per salvare quella più vicina. Purtroppo però arrivano troppo tardi, poiché lei si uccide per sfuggire ai Benandanti. Tebe cerca invano di convincere Ade a continuare ad ascoltare le voci nella sua testa e aiutarle a trovare altre streghe in pericolo.
Frustrato per essere lasciato indietro, Leptis si lega a Valente per la loro mancanza di abilità magiche e gli insegna come usare un arco. Nel frattempo, dopo aver ricevuto da Cesaria il Libro dei Regni, Sante lo porta in una chiesa dove un cardinale riesce magicamente ad aprirlo. Tebe e Janara percepiscono che il libro è stato aperto e deducono che è nelle mani di Marzio Oreggi.
Ade dice a Persepolis che ha deciso di sposare Pietro e se ne va nel cuore della notte dopo aver salutato Valente. Quando si rincontrano alla fontana, però, lei ha una visione della morte della madre di Pietro, così lo costringe a tornare a casa per rivedere Amelia ancora una volta.
- Diretto da: Susanna Nicchiarelli
- Scritto da: Vanessa Picciarelli

## Fatum

### Trama
Durante i funerali di Amelia, padre Tosco denuncia coloro che hanno preferito la scienza alla religione, irritando Pietro, che stava curando la madre con le sue medicine. Ade lo visita, ma è confuso su quello che è successo e le dice che il suo posto è con suo padre in questo momento.
Sante continua la sua crociata contro la stregoneria facendo prigioniere molte donne innocenti e facendole interrogare dai suoi uomini per scoprire dove vivono le streghe. Pietro all'inizio si lamenta che queste azioni non riporteranno indietro sua moglie, ma finisce per annegare il suo dolore la sera in un bar. Dopo essere stato salvato da una rissa da Cesaria, la bacia ma lei per ora lo ferma velocemente.
Nella dimora le streghe riescono a convincere Ade a usare nuovamente i suoi poteri e questa volta salvano diverse donne che Ade ha ascoltato. Dopo un rituale per far rinascere le Città Perdute, le nuove donne vengono iniziate come streghe per l'imminente battaglia. Leptis si lamenta con Tebe che vuole salvare anche le altre donne non magiche che sono state arrestate, ma Tebe insiste che devono concentrarsi prima sulle streghe o non avranno alcuna possibilità.
Marzio promette a Sante grande potere e la possibilità di rivedere sua moglie se gli porterà Ade. Pietro viene iniziato ai Benandanti, ma poi si ricrede e getta a terra il medaglione.
- Diretto da: Susanna Nicchiarelli
- Scritto da: Tiziana Triana

## Arma

### Trama
Mentre Sante annuncia la pena di morte per chiunque aiuti le streghe, Cesaria affronta un Pietro confuso riguardo al loro bacio la sera prima. Spirto dice a Pietro che sta per diventare un Benandante ma non è sicuro di volerlo davvero, e che non vede Persepoli da un po'. Allo stesso modo, Pietro gli confida di non essere sicuro di chi sia veramente Ade. Dopo che Pietro se ne va, Persepolis, che ha ascoltato per tutto il tempo, appare a Spirto: le propone di sposarlo ma lei rifiuta e se ne va.
Persepoli racconta alle altre streghe ciò che ha sentito a Serra: il cardinale Oreggi è colui che ha il libro e benedirà le armi dei Benandanti nella locanda più tardi questa sera. Ciò causa disaccordi tra Tebe e Leptis sulla prossima linea d'azione, ma Tebe insiste sul fatto che riavere il libro dovrebbe essere la loro priorità.
Dopo aver realizzato che suo fratello è scomparso, Ade teme che sia andato a cercare Sante, quindi parte per trovarlo; Janara, Tebe e Leptis si precipitano dietro di loro. Nella locanda, dopo che Marzio ha impregnato le armi con il suo potere magico, Valente scocca una freccia, ma Marzio riesce ad afferrarla prima che raggiunga la testa di Sante.
Ade arriva e porta via il fratello proprio mentre i Benandanti li inseguono. Tebe, Janara e Leptis accorrono in loro aiuto, ma durante la fuga Leptis e Valente finiscono per essere catturati. Per scoprire dove si trova Ade, Marzio cerca di tentare Valente con la promessa di nuovi poteri, mentre Sante fa torturare Leptis. Dopo che questi metodi si sono rivelati inefficaci, Marzio annuncia pubblicamente che domani verranno uccisi entrambi, sperando che la loro esecuzione attiri Ade.
- Diretto da: Paola Randi
- Scritto da: Francesca Manieri, Tiziana Triana

## Lux

### Trama
L'episodio si apre con il Cardinale Marzio Oreggi (Roberto De Francesco) intento a compiere un incantesimo per rendere nulli i poteri delle streghe. Sebbene abbia scalato le gerarchie ecclesiastiche, Marzio continua a ricorrere al sapere delle streghe custodito nel Libro dei Regni di cui si è appropriato indebitamente quando uccise Diotima e fu bandito da Antalia (Barbara Ronchi).
Consapevole dell'imminente arrivo delle streghe che tenteranno di liberare Valente (Lucrezia Guidone), fratello di Ade e l'amata di Tebe Leptis (Giada Gagliardi), Oreggi li tiene imprigionati nelle segrete, in attesa di giustiziarli all'alba del giorno dopo la Festa delle Candele. La chiave stregata della loro cella è stata affidata da Sante (Giandomenico Cupaiuolo) a Padre Tosco (Gaetano Aronica).
Leptis e Valente vengono raggiunti da Cesaria (Gloria Carovana), che promette di liberarli a patto che le dicano dove si trovino le streghe. La sua fedeltà ai Benandanti è cieca, così come lo è la sua convinzione di essere considerata alla pari da loro.
A Serra, Pietro (Giorgio Belli) è determinato ad aiutare Ade (Antonia Fotaras): sebbene Valente abbia tentato di uccidere il padre di lui Sante, Pietro ritiene che sia sbagliato giustiziare un bambino – soprattutto perché il ragazzino in questione è il fratello della donna che ama. Per questo motivo, Pietro recluta Spirto (Filippo Scotti), incaricato di passare le informazioni sui due prigionieri alla sua adorata Persepolis (Adalgisa Manfrida).
Nonostante le sue riserve iniziali, Tebe (Manuela Mandracchia) acconsente a ricevere l'aiuto di Pietro. Quest'ultimo raggiunge Ade alle Città Perdute e insieme ordiscono un piano per liberare Leptis e Valente in occasione della Festa delle Candele grazie all'aiuto di Janara (Federica Fracassi), Petra (Giulia Alberoni), Segesta (Martina Limonta) e Aquileia (Camille Dugay). Nel frattempo Spirto ruba la chiave stregata ma viene scoperto da Sante, che decide di non intervenire per tendere una trappola alle streghe.
La Festa delle Candele è un'antica celebrazione tipica del paesino di Serra: gli abitanti si mascherano brindano, danzano e si svagano in questo rituale atto a scacciare malocchio, pestilenze e… la stregoneria.
Quella sera, le streghe dal volto celato si mescolano tra la folla agghindata: Spirto passa la chiave a Persepolis mentre Pietro e Ade si concedono un tenero ballo sulle note di Somewhere Only We Know dei Keane cantata da Lily Allen.
Tebe, Petra, Segesta, Aquileia e Janara entrano in azione. Ricorrendo ai fuochi d'artificio come distrazione, le streghe assieme ad Ade e Persepolis riescono a stordire un Benandante di guardia e arrivano alle segrete, ma ad attenderle c'è Oreggi con Sante, Cesaria e gli altri cacciatori. Gli incantesimi delle streghe sono inutili: il cardinale ha invocato una magia che le rende impotenti.
Senza più modo di fuggire, le streghe vengono condotte nella cella di Valente e Leptis, brutalmente fustigata sulla schiena, in attesa di essere giustiziate insieme l'indomani.
La mattina seguente, Pietro trova Spirto gravemente ferito: la tortura è stata la punizione per il suo tentativo di aiutare le streghe. Pietro vuole portare via il suo amico da Serra.
Poco prima era riuscito a persuadere Cesaria a condurlo nella cella dove si trova Ade, alla quale ha giurato di trovare un modo per salvare lei e le altre streghe.
Nel frattempo queste ultime vengono spogliate, vestite con una tunica e condotte verso il sagrato dove ad attenderle ci sono i roghi. La folla rabbiosa vuole vederle bruciare, aizzata dai vaneggiamenti di Sante, che vestito della pettorina benedetta da Oreggi osserverà con quest'ultimo e Padre Tosco l'esecuzione dal pulpito.
Mentre Tebe, Petra, Segesta, Aquileia, Valente, Persepolis e Janara vengono condotte ai pali del rogo, Ade è costretta a raggiungere Oreggi sul pulpito: “È questo il tuo posto” le dice mentre i suoi occhi si riempiono di oscurità. Ade non verrà giustiziata: il cardinale la vuole viva. Giada Gagliardi nei panni di Valente Luxor in Luna Nera. I Benandanti si apprestano ad appiccare il fuoco al rogo, ma in cielo il disco giallo del sole inizia a coprire quello nero della luna: la piazza piomba nella totale oscurità.
Questo causa sgomento tra i popolani e il terrore in Padre Tosco, ma non è nulla in confronto a ciò che sta per succedere. Adesso che la folla torna a voltarsi verso le streghe, si scatena il panico quando le donne non si trovano più legate ai pali bensì in mezzo alla piazza, in cerchio con Valente in mezzo, il capo chino. Le armi dei Benandanti iniziano ad illuminarsi e a vibrare.
I loro occhi sono bianchi mentre quelli di Valente dardeggiano di luce: il bambino evoca uno scudo magico che si propaga per tutta la piazza stordendo Benandanti e popolani. Oreggi invoca una magia analoga per proteggere Sante, Cesaria, Ade e il pulpito.
Valente si libra in cielo: alla visione di questa stregoneria, Oreggi fugge in chiesa e riesce a liberarsi dalla stretta di Sante. Dopo essere stata curata da Valente per le ferite che aveva riportato durante le torture, Leptis imbraccia una balestra e infrange lo scudo protettivo invocato da Oreggi.
Il bambino dà il colpo di grazia alla magia del cardinale: la balaustra del pulpito si infrange, e Sante crolla a terra. Valente si avvicina a sua sorella Ade, ma a quel punto Sante si risveglia e afferra Valente per la gola, provocando la sensazione di soffocamento in tutte le streghe nella piazza.
L'eclissi si sta per concludere e la luce inizia a diffondersi sulla piazza: agendo in fretta, Ade uccide Sante colpendolo al centro del costato con un pugnale.
In quel momento Pietro sopraggiunge con Spirto sotto braccio, e assiste impotente alla morte del padre mentre Ade, con le lacrime agli occhi, lo guarda disperata. Con il suo ultimo respiro, Sante chiede a Pietro di promettergli che proteggerà Serra.
Adesso Pietro è rimasto solo, orfano dei genitori e abbandonato dalla donna che ama, quest'ultima macchiatasi dell'omicidio del padre di lui.
Valente torna a volare in cielo, seguito dalle streghe che si librano nei raggi di luce: Leptis porta via Ade a forza e fuggono in groppa a un cavallo. Oreggi fugge da Serra portando con sé il Libro dei Regni. Pietro, Cesaria e i Benandanti issano il corpo esanime di Sante sulle loro spalle, tributo degno di un eroe caduto in battaglia.
Pietro onora la memoria di Sante e assume il comando dei Benandanti, giurando fedeltà alla propria armata e promettendo di non consentire più a nessuna donna di entrare nel suo cuore. Oltre a voltare le spalle ad Ade, Pietro compie un gesto di spregio nei confronti di un'altra donna: Cesaria, la ragazza cresciuta insieme a lui come una sorella, leale Benandante, si trova retrocessa in favore di Spirto, scelto da Pietro per essere il suo secondo in comando.
Mentre Spirto accetta quell'incarico, dimenticando apparentemente Persepolis, Cesaria sembra aver finalmente realizzato che non c'è posto per lei in quel covo di misogini.
Leptis e Ade raggiungono in una radura Persepolis, Janara, Tebe, Petra, Segesta e Aquileia che sono intente ad agghindare una bambina vestita come loro di bianco. La bambina è Valente, i cui lunghi capelli biondi sono raccolti in una pettinatura arricchita con fiori metallici. Valente non è un bambino, è una bambina. Le streghe si inchinano a Valente, battezzata col nome di Luxor in quanto è colei che le difenderà dalle tenebre.
Ade assiste alla scena completamente attonita. A raggiungerla è la voce di sua madre Anatalia, che la esorta a ricongiungersi a sua sorella e alle altre streghe. Ade sa di non essere come loro: quella luce la spaventa, e più di tutto è terrorizzata da quella rivelazione. In un flash-back assistiamo al parto di Antalia, che confessa ad Ade di avere saputo che Valente fosse L'Eletta sin dal momento in cui scoprì di portarla in grembo.
Questa scena si ricollega al primo episodio di Luna Nera, in cui Ade bambina saluta la madre Antalia che in preda alle doglie del parto le promette che chiunque sarebbe tornata da lei si sarebbe presa cura di Ade e di suo fratello. La giovane Antalia non fece più ritorno dai suoi figli, non con quelle sembianze: la donna che Ade credeva essere sua nonna era in realtà sua madre Antalia, che aveva sacrificato la sua gioventù per compiere un incantesimo di protezione. Non a caso, quando il cadavere di Antalia fu riportato alle Città Perdute, il suo aspetto era tornato ad essere quello di gioventù. A chi era destinata quella magia?
Antalia spiega ad Ade che l'unico modo per proteggere L'Eletta era celando la sua identità, nascondendo cioè la sua natura: la bambina fu quindi trasformata in un bambino grazie a tutto il potere di Antalia, che con quell'incantesimo rinunciò a tutta la sua giovinezza, così da tenerla al sicuro. Quell'incantesimo protettivo, tuttavia, aveva una data di scadenza: la bambina avrebbe avuto le sembianze di un maschietto fino alla prima luna nera. Allora la sua vera natura femminile si sarebbe infine manifestata.
Ade è sconvolta: non riesce a credere che sua madre le abbia potuto mentire per tutta la sua vita, prima sulla sua vera identità e poi su quella di sua sorella. Antalia si manifesta e cerca di far ragionare la figlia, spiegandole che ha mentito per amore e che non esiste una sola verità. Le parole di Antalia conservano un monito: presto anche Ade sarà chiamata ad affrontare la propria vera natura e dovrà essere pronta.
Tutto questo è troppo per la giovane, che ricorre ai propri poteri per far sparire l'apparizione della madre. Improvvisamente, delle voci iniziano a perseguitare Ade: ha oltrepassato un confine e adesso non si può più tornare indietro. La sua fuga dalle voci la porta nel mezzo di una spiaggia di ciottoli: Ade mette a tacere quei sussurri ricorrendo alla magia: le immagini di Luxor si susseguono frenetiche nella sua mente. Ade si getta a terra, china e frastornata. Quando rialza il viso e lo porge allo spettatore, i suoi occhi sono completamente neri proprio come lo erano quelli di Oreggi.
- Diretto da: Paola Randi
- Scritto da: Laura Paolucci, Vanessa Picciarelli